# Sigge Wassberg
Ej att förväxla med musikern Swasse Sigvard Wassberg (född 1961), se Sigge Hill (artistnamn)
Per Erik Sigvard Wassberg, känd som Sigge Wassberg, född 28 januari 1927 i Nyköpings västra församling i Södermanlands län, död 19 oktober 1971 i Katarina församling i Stockholm, var en svensk musiker.
Wassberg var son till musikern Rolf Degerman och sångerskan Greta Wassberg  samt sonson till August Degerman. 
Musikern Sigge Wassberg trakterade allt från altsaxofon och klarinett till bas och piano. Han slog igenom 1943 som musiker i en sextett som spelade på dåvarande Salle de Paris. Han spelade i olika orkestrar, däribland styvfadern Arne Hülphers orkester. Han var en tid programarrangör och restaurangmusiker i Italien. På 1960-talet var han framförallt festvåningspianist. De sista åren tjänstgjorde han som resebyråtjänsteman på Reso.
Sigge Wassberg var 1955–1957 gift med barnskötaren Solveig Dahlqvist (1927–1961), 1960 –1963 med hovmästaren Britta Larsson (1928–2001)  och från 1964 till sin död med Ingrid Fischer (1928–2013). Bland barnen märks Swasse Sigvard Wassberg (född 1961), mer känd som musikern Sigge Hill.
Han begravdes på Norra begravningsplatsen utanför Stockholm.

## Låtar i urval
Verklista hos Svensk Musik: 
- Amanda
- Småle och smila en smula
- Tango Ballerina
- Utan kärlek var livet ingenting

## Diskografi i urval
- 1958 – Stäng dörr'n / Yvonne Aneroth / Sigge Wassbergs orkester[8]